# カルデート
カルデート（イタリア語: Cardeto）は、イタリア共和国カラブリア州レッジョ・カラブリア県にある、人口約1,500人の基礎自治体（コムーネ）。

## 地理

### 位置・広がり

#### 隣接コムーネ
隣接するコムーネは以下の通り。
- バガラーディ
- レッジョ・ディ・カラブリア
- ロッカフォルテ・デル・グレーコ

## 行政

### 分離集落
カルデートには、以下の分離集落（フラツィオーネ）がある。
- Ambele, Calvario, Cartalimi, Capitano, Capona, Cardeto Nord, Cardeto Sud, Castania, Jieti, Chiumputo, Colachecco, Dromo, Garcea, Giurricando, Jiriti, Lamberta, Loddini, Mallamaci, Mannarella, Pantano, Piraino, Sant'Elia, Scala, Scranò